# Per Persson i Valnäs
Per Persson (i riksdagen kallad Persson i Valnäs), född 18 november 1805 i By socken i Värmlands län, död 16 oktober 1869 i Tveta församling i Värmlands län, var en svensk politiker. Han företrädde bondeståndet i Näs härad vid ståndsriksdagen 1865–1866.